# Crates de Atenas
Crates de Atenas (grego antigo: Κράτης; morto em 268-264 a.C.) foi um filósofo grego, filho de Antígenes, do demo triássio, pupilo e eromenos de Polemo, e seu sucessor como escolarca da Academia Platônica, em 270/69 a.C. A amizade íntima entre Crates e Polemo foi célebre na Antiguidade, e Diógenes Laércio preservou um epigrama do poeta Antágoras que descreve como os dois amigos teriam sido unido, após a morte, numa só sepultura. O mais proeminente dos pupilos de Crates foi o filósofo Arcesilau, que o sucedeu como escolarca, Teodoro, o Ateu e Bíon de Borístenes. Todos os escritos de Crates foram perdidos; segundo Diógenes Laércio, eles abordavam tópicos filosóficos, a comédia e a oratória.